# Corni (Galați)
Corni es una comuna ubicada en el distrito de Galați, Rumania.

## Superficie
Posee una superficie de 54,08 kilómetros cuadrados.

## Demografía
Hasta 2021 la población era de 1814 habitantes, con una densidad de población de 33,54 habitantes por kilómetro cuadrado.